# Artondale
Artondale az Amerikai Egyesült Államok északnyugati részén, Washington állam Pierce megyéjében elhelyezkedő statisztikai település. A 2010. évi népszámlálási adatok alapján 12 653 lakosa van.

## Népesség
A település népességének változása:
| Lakosok száma | 7141 | 8630 | 12 653 | 13 641 |
|               | 1990 | 2000 | 2010   | 2020   |

## Oktatás
Artondale iskoláinak fenntartója a Peninsula Tankerület.

## Fordítás
- Ez a szócikk részben vagy egészben  az   Artondale, Washington című angol Wikipédia-szócikk ezen változatának fordításán alapul.  Az eredeti cikk szerkesztőit annak laptörténete sorolja fel. Ez a jelzés csupán a megfogalmazás eredetét és a szerzői jogokat jelzi, nem szolgál a cikkben szereplő információk forrásmegjelöléseként.